# Greetje Gaillard
Margaretha Cornelia Galliard, més coneguda com a Greetje Gaillard   (Amsterdam, 25 de novembre de 1926 - Rijswijk, 22 d'octubre de 2019) és una nedadora neerlandesa, ja retirada, especialista en esquena, que va competir durant les dècades de 1940 i 1950.
El 1948 va prendre part en els Jocs Olímpics d'Estiu de Londres, on fou vuitena en la prova dels 100 metres esquena del programa de natació. Dos anys més tard va guanyar la medalla de bronze en els 100 metres esquena del Campionat d'Europa de natació que es va disputar a Viena. A banda, guanyà els campionats nacionals dels 100 metres esquena de 1946, 1947 i 1948.